# Fly screen
Een Flyscreen (vliegenscherm) is een klein, rudimentair stuurkuipje op een motorfiets dat de rijwind (en daarmee ook de vliegen) langs en over de rijder moet sturen.

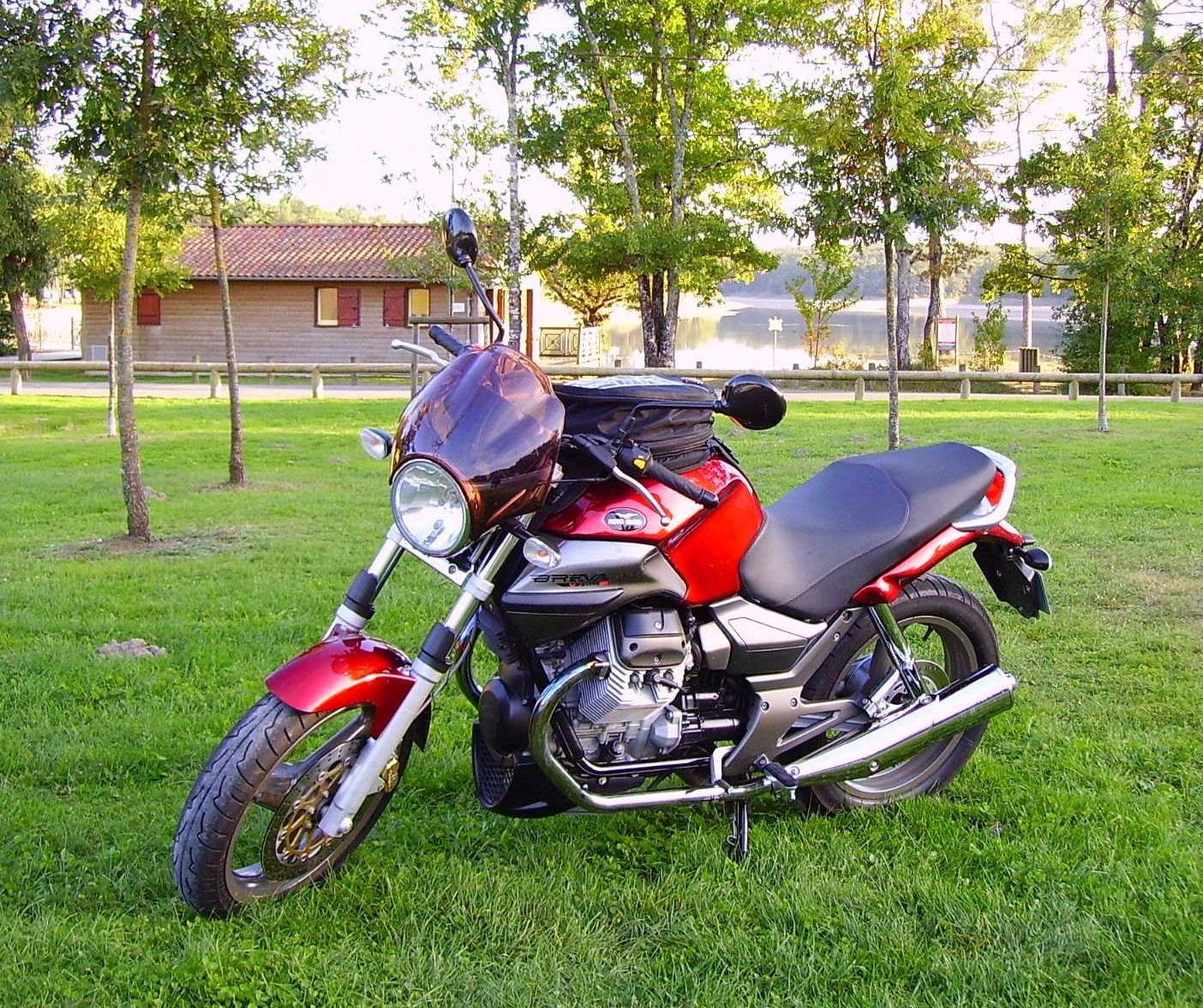
flyscreen op een Moto Guzzi Breva V 750 i.e.

Dit is waarschijnlijk een uitvinding van George Brough (Brough Superior).